# 私のままで
「私のままで」（わたしのままで）は、SHISHAMOの14作目の配信限定シングルで通算24作目のシングル。2023年10月13日にGOOD CREATORS RECORDS / UNIVERSAL SIGMAからリリースされた。

## 楽曲解説
- 前作「わたしの宇宙」から約1ヶ月ぶりのシングル。
- マッチングアプリ『with』のCMソングに使用された[1]。「自分らしさや、自分の好きなものを大切にして恋愛をしてほしい」という思いが込められた楽曲だとメンバーが話している[2][3]。
- 10月13日、SHISHAMOはフジテレビ系『うちの弁護士は手がかかる』に本人役として出演し、「私のままで」の演奏シーンが放送された。この演奏シーンは、SHISHAMO 10th Anniversary Tour「恋を知っているすべてのあなたへ」の初日、9月10日の群馬県太田市民会館公演で撮影されたライブ映像。SHISHAMOのドラマ出演は初めてのことだった[4]。
- 11月7日、ミュージック・ビデオがYouTubeでプレミア公開された。メンバーがファッションやメイク、ゲーム、料理などを自分らしく楽しんでいる作品になっている。深津昌和が監督を務めた[5]。
- 12月28日配信開始の、ABEMAとマッチングアプリ『with』が共同制作した恋愛番組『MONOTONE LOVE -価値観重視の恋-』の主題歌に使用された[6]。

## 収録アルバム
- 『SHISHAMO 8』